# Rue Aimé-Lavy
Pour les articles homonymes, voir Lavy.
La rue Aimé-Lavy est une voie du 18e arrondissement de Paris, en France.

## Situation et accès
La rue Aimé-Lavy est une voie publique située dans le 18e arrondissement de Paris. Elle débute au 35, rue Hermel et se termine au 74, rue du Mont-Cenis.

## Origine du nom

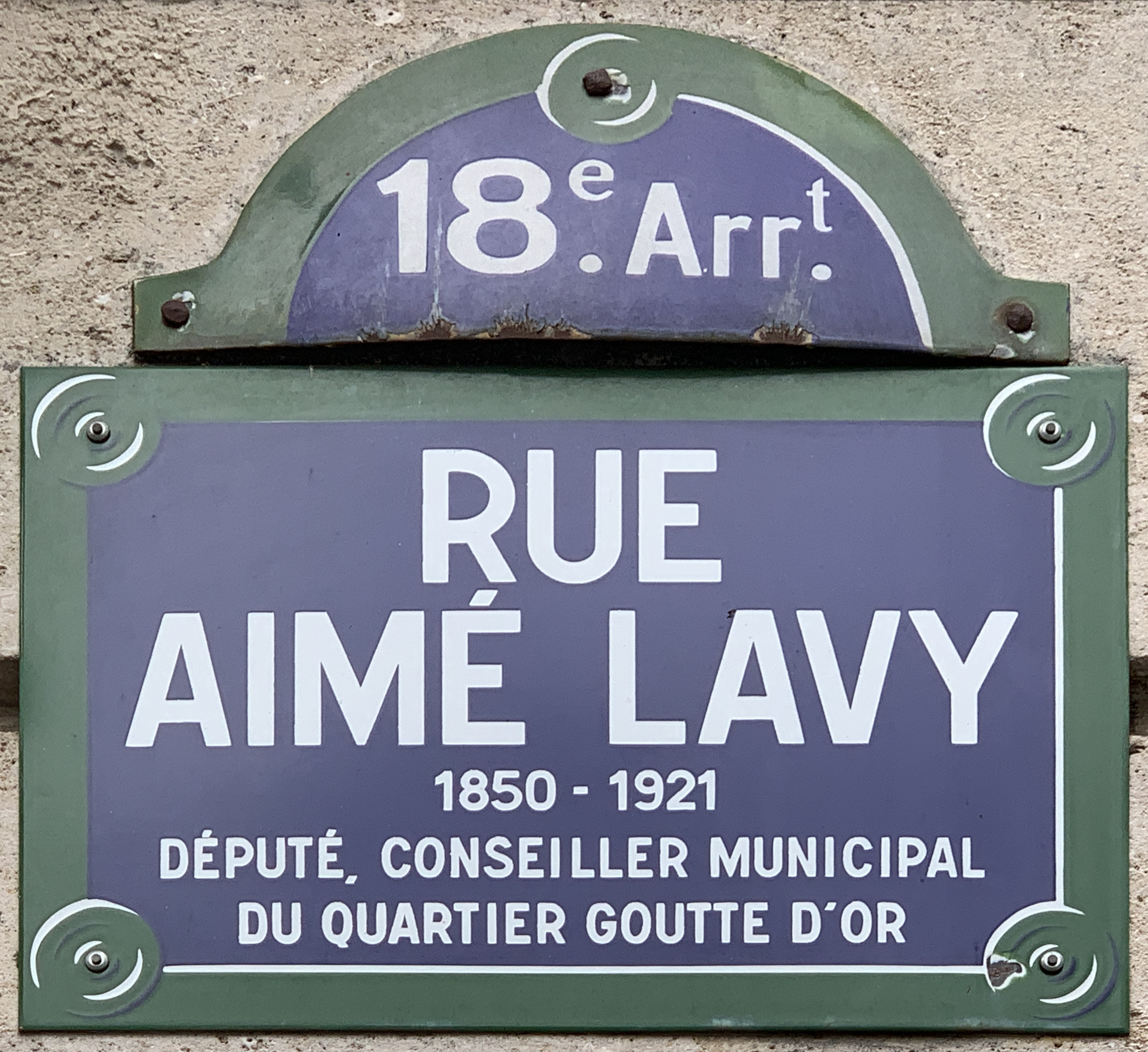
Plaque de la rue.

Cette rue a été nommée en l'honneur d'Aimé Lavy (1850-1921), instituteur, conseiller municipal et député de Paris. Il fut le premier secrétaire de rédaction du journal Le Prolétaire. Lié aux anciens communards Gambon et Protot, il fut élu contre Lissagaray au siège de Jules Joffrin. Collaborateur du Parti ouvrier, l'organe de Jean Allemane, il fut un antiboulangiste convaincu, en même temps qu'un adversaire des lois scélérates de la décennie 1890 (d'après DBMOF)

## Historique
La rue Sainte-Euphrasie est créée par un décret du 8 juin 1858 dans la commune de Montmartre. 
Après le rattachement de Montmartre à Paris en 1859, cette voie est classée officiellement dans la voirie parisienne par un décret du 23 mai 1863 et prend son nom actuel par un arrêté du 4 mars 1929. 